# Chiese di Bressanone
Questa voce include tutte le chiese cristiane situate entro i confini del comune di Bressanone, nella provincia autonoma di Bolzano.
La lista raccoglie oltre trenta chiese consacrate (sebbene non tutte officiate regolarmente), a cui si aggiunge una dozzina di cappelle. Gli edifici di culto consacrati appartengono tutti alla confessione cattolica e fanno parte della diocesi di Bolzano-Bressanone, con l'eccezione della chiesa dei Santi Gottardo ed Erardo, in uso alla comunità evangelica.

## Chiese
| Esterno | Interno | Nome | Periodo storico                                        | Ubicazione                                                         | Informazioni |
| ------- | ------- | --- | ------------------------------------------------------ | ------------------------------------------------------------------ | --- |
|         |         | Cattedrale di Santa Maria Assunta e San Cassiano                                                              | Fondata X secolo, edificio odierno XVIII secolo        | Bressanone, piazza Duomo 46°42′57.2″N 11°39′27.95″E                | Basilica minore, duomo e cattedrale della diocesi di Bolzano-Bressanone. Una prima struttura sorse in epoca ottoniana nella seconda metà del X secolo, epoca in cui divenne sede vescovile al posto di Sabiona; aveva tre navate e due absidi l'una di fronte all'altra, ciascuna con cripta sottostante. Dopo un incendio nel 1174 venne restaurata, aggiungendo transetto, tiburio e volta a crociera. Nel XIII secolo vi furono due consacrazioni (1237 e 1274, la seconda in seguito a un altro incendio), e la navata occidentale venne demolita per far spazio a due campanili romanici, sulle cui basi insistono le torri attuali; nel Quattrocento vennero aggiunte sei cappelle laterali (intitolate a Tutti i Santi, santa Caterina, i santi Magi, il santissimo Redentore, san Cristoforo e sant'Osvaldo), e un'abside gotica andò a sostituire le tre romaniche (1472). Nel 1612 il campanile settentrionale venne dotato della cupola ottagonale, e il suo gemello meridionale venne uniformato ad esso in occasione della ricostruzione barocca subita dalla chiesa nel 1745-58; nel 1785 venne costruito il portico che unisce le due torri. Al duomo è annesso un chiostro duecentesco (ricostruzione di quello andato distrutto nell'incendio del 1174), voltato in stile gotico verso il 1370, e affrescato tra il 1390 e 1490. |
|         |         | Chiesa di Sant'Andrea                                                                                         | Citata XII secolo, edificio odierno XV-XVI secolo      | Sant'Andrea in Monte, via Paese 38 46°41′53.71″N 11°40′32.65″E     | Parrocchiale. Attestata nel 1177, ma certamente precedente; venne dotata del campanile e dell'abside attuali nel 1485, poi la navata venne ingrandita nel 1566. Rimaneggiata in forme barocche nel 1770, venne ristrutturata nel 1930, e in quell'occasione venne leggermente abbassato il piano pavimentale. |
|         |         | Chiesa dell'Angelo Custode, o dei Santi Angeli Custodi                                                        | Edificio odierno XVIII secolo                          | Bressanone, via Angelo Custode 46°42′59.35″N 11°39′37.67″E         | Chiesa del rione di Stufles. Sorta in epoca romanica, ha assunto l'aspetto attuale dopo un intervento del 1711. |
|         |         | Chiesa di Santa Caterina, o chiesa dei Cappuccini                                                             | Fondata XIV secolo, edificio odierno XVII secolo       | Bressanone, via Roncato 23 46°42′46.52″N 11°39′33.65″E             | La prima chiesa di Santa Caterina sorse nel 1340 per volontà di Federico da Villandro; entrata in possesso dei Cappuccini nel 1603, dapprima venne semplicemente incorporata nell'erigendo convento, ma nel 1630-31 venne demolita e ricostruita nelle forme attuali. |
|         |         | Chiesa di San Cirillo                                                                                         | Citata XII secolo                                      | Località Pinzago presso Tiles 46°42′45.54″N 11°38′12.93″E          | Citata per la prima volta nel 1167, venne affrescata nel Quattrocento e nel Cinquecento e poi ristrutturata nel Seicento, quando venne anche aggiunto il campaniletto e rifatto il soffitto. |
|         |         | Chiesa della Santa Croce                                                                                      | Fondata XII secolo, edificio odierno XVIII secolo      | Bressanone, piazza Seminario 4 46°42′55.3″N 11°39′32.83″E          | Chiesa del seminario maggiore di Bressanone. Il primo, piccolo edificio di culto, annesso all'ospedale detto di Sanctae Crucis in Insula, sorse già nel 1157. Solo nel 1751 la struttura venne ad ospitare il seminario maggiore (fondato nel 1609), al che seguì la sostanziale ricostruzione della chiesa nel 1764-67. |
|         |         | Chiesa del Sacro Cuore                                                                                        | XIX secolo                                             | Bressanone, via Brennero 37 46°43′27.62″N 11°39′08.78″E            | Chiesa del Vinzentinum; tutto il complesso, voluto dal principe vescovo Vinzenz Gasser, venne eretto tra il 1872 e il 1878; la consacrazione della chiesa avvenne nel 1890. |
|         |         | Chiesa di Sant'Elisabetta, o chiesa delle clarisse                                                            | Fondata XIII secolo, edificio odierno XV-XVII secolo   | Bressanone, via Roncato 25 46°42′42.25″N 11°39′29.55″E             | Chiesa del convento delle Clarisse, costruito già nel 1235. Ampliata in forme gotiche verso il 1470, venne poi rimaneggiata in stile barocco nel 1620, raggiungendo l'aspetto odierno con un ultimo intervento del 1680-84. |
|         |         | Chiesa dei Santi Ermagora e Fortunato                                                                         | Fondata ante-IX secolo, edificio odierno               | Albes 46°40′34.94″N 11°37′58.08″E                                  | Parrocchiale. Una chiesa paleocristiana sul posto sorse certamente prima del IX secolo, ma la prima citazione documentale è solo del 1214. Ricostruita in posizione diversa nel 1320, venne rimaneggiata nel 1488 e poi, in stile barocco, nel 1784. Subì gravi danni durante i bombardamenti della seconda guerra mondiale. |
|         |         | Chiesa di San Giacomo                                                                                         | Citata XIII secolo, edificio odierno XV secolo         | San Giacomo presso Eores 46°40′22.32″N 11°40′22.11″E               | Documentata a partire dal 1232, è posta su uno dei sentieri che conducevano a Santiago de Compostela; l'edificio attuale andò a sostituire quello originale nel corso del Quattrocento. |
|         |         | Chiesa di San Giacomo alla Mara                                                                               | Fondata XII secolo, edificio odierno XV secolo         | San Giacomo presso Mara 46°41′34.03″N 11°38′22.27″E                | Fondata come chiesa romanica nel XII secolo (è citata nel 1173), venne riedificata in stile gotico nel 1420 circa, recuperando parte delle murature. |
|         |         | Chiesa di San Giorgio                                                                                         | Fondata XII secolo, edificio odierno XVIII secolo      | Eores 46°40′07.09″N 11°41′36.78″E                                  | Parrocchiale. La prima chiesa, citata nel 1232, ma esistente sicuramente nel 1140 (datazione del campanile), venne ricostruita e consacrata nel 1441. Venne nuovamente demolita nel 1758, risparmiando il campanile, e quindi riedificata due volte, nel 1758 e nel 1778 (perché il primo risultato non venne ritenuto soddisfacente). |
|         |         | Chiesa di San Giovanni nel Chiostro                                                                           | XII-XIII secolo                                        | Bressanone, piazza Duomo 46°42′55.5″N 11°39′28.29″E                | Chiesa altomedievale, situata nell'angolo sudovest del chiostro del duomo e costruita intorno al 1215 (o comunque dopo la seconda metà del XII secolo); era l'antica cappella del palazzo vescovile che sorgeva appena a sud del complesso del duomo. Nel Trecento la volta venne rifatta a crociera. |
|         |         | Chiesa di San Giovanni Battista                                                                               | Fondata XII secolo, edificio odierno XV-XVI secolo     | Cornale 46°42′50.37″N 11°40′51.75″E                                | Una chiesetta romanica, di cui sopravvivono l'abside e il portale, sorgeva sul posto verso l'inizio del XII secolo, ed è documentata dal 1113. L'edificio assunse le forme attuali dopo due interventi del 1415 e del 1500 circa, mantenendo dell'originale l'abside e il portale meridionale. |
|         |         | Chiesa di San Giovanni Battista, o dei Santi Giovanni Battista e Clemente                                     | Citata XV secolo                                       | Scezze 46°41′30.04″N 11°37′55.66″E                                 | Parrocchiale. Documentata dal 1406, forse sul posto di una rocca distrutta nel 1219, venne consacrata nel 1490. Affrescata all'esterno a inizio Cinquecento, e all'interno nel 1763, venne danneggiata dai bombardamenti diretti alla ferrovia del Brennero nel 1944. |
|         |         | Chiesa di San Giovanni Evangelista                                                                            | XV secolo                                              | Meluno 46°41′40.71″N 11°40′08.27″E                                 | Costruita verso la metà del Quattrocento; porte e finestre sono state modificate in stile neogotico, e nel 1913 venne eretto il campaniletto. |
|         |         | Chiesa di San Giovanni Evangelista                                                                            | XIII secolo                                            | Tecelinga 46°41′40.05″N 11°37′25.56″E                              | Fondata probabilmente intorno al 1220 (datazione di un affresco a nord), viene citata solo nel 1341; l'abside è del 1493, mentre la navata gotica venne allungata più volte nei secoli successivi, e nel Settecento venne aggiunto il campanile. |
|         |         | Chiesa di San Giuseppe                                                                                        | Fondata XVIII secolo, edificio odierno XIX secolo      | Bressanone, via Mercato Vecchio 17 46°43′04.94″N 11°39′23.02″E     | Chiesa dell'ex convento delle Dame Inglesi, giunte a Bressanone nel 1731. Il luogo di culto, costruito nel 1765-68, dovette essere riedificato nel 1845 a causa di un incendio. Il convento è chiuso dal 2011 ed è ora di proprietà provinciale. |
|         |         | Chiesa di San Giuseppe Freinademetz                                                                           | XX secolo                                              | Millan, via Vintler 5 46°42′27.22″N 11°39′44.68″E                  | Parrocchiale. Costruita nel 1984-85 per rimpiazzare la chiesa di Santa Maria am Sand, divenuta troppo piccola per la popolazione di Millan, cresciuta esponenzialmente dopo la guerra. |
|         |         | Chiesa dei Santi Gottardo ed Erardo, o di Sant'Erardo                                                         | Fondata IX secolo, edificio odierno XVII secolo        | Bressanone, via Sant'Erardo 46°42′56.99″N 11°39′20.04″E            | Nata come cappella intitolata a san Tommaso già nel IX secolo, venne ricostruita nel Duecento, ampliata nel 1371 e poi di nuovo ricostruita interamente verso il 1694-95. Dal 1971 viene usata dalla Chiesa evangelica. |
|         |         | Chiesa di San Leonardo                                                                                        | Fondata XII secolo, edificio odierno XV secolo         | San Leonardo 46°43′04.95″N 11°41′23.69″E                           | Consacrata nel 1194, venne ampliata verso il 1430 (epoca a cui risalgono il campanile e la volta) e poi allungata nel 1695; nel Settecento venne rimaneggiata in stile barocco all'interno. |
|         |         | Chiesa di Santa Margherita                                                                                    | XV secolo                                              | Albes 46°40′31.66″N 11°37′57.5″E                                   | Sorta in epoca romanica e fortemente rimaneggiata in stile gotico nel 1465; a quest'epoca risalgono abside, campanile e volta della navata. Nel Settecento venne quindi rinnovata in forme barocche. Subì gravissimi danni durante i bombardamenti della seconda guerra mondiale. |
|         |         | Chiesa di Santa Maria am Sand, o della Madonna della Rena                                                     | Fondata XIV secolo, edificio odierno XV secolo         | Località isolata a sud di Millan 46°42′05.33″N 11°39′50.9″E        | La prima cappella in questo luogo (strada che collegava Bressanone con Sant'Andrea) venne fatta costruire nel 1305 da tale Albert (o Eberle) von Platsch; nel 1464-69 venne parzialmente ricostruita in forme gotiche (abside, campanile, volta della navata, contrafforti). Restauri settecenteschi hanno modificato le finestre e la volta. Divenuta meta di pellegrinaggio durante le epidemie di peste del 1650 circa, venne elevata a curazia per Millan soltanto nel 1788; è stata parrocchiale dal 1891 fino al tardo Novecento, quando ha ceduto il titolo alla chiesa di San Giuseppe Freinademetz. |
|         |         | Chiesa di Santa Maria Ausiliatrice, o cappella della Madonna del Soccorso                                     | XVIII secolo                                           | Località Colle Libero/Coldifraina 46°40′23.27″N 11°41′20.32″E      | Posta sopra Eores a 1771 metri di altitudine. Sorta tra il 1733 e il 1740, secondo la tradizione venne costruita da una contadina di Eores di nome Balbina, rifugiatasi in montagna per sfuggire a un'ingiusta accusa di stregoneria. |
|         |         | Chiesa della Beata Vergine Maria Ausiliatrice in Tiniga, o della Madonna del Soccorso                         | Fondata XVII secolo, edificio odierno XVIII secolo     | Bressanone, località Tiniga/via Brennero 46°43′30.8″N 11°39′15.8″E | Un primo santuario mariano, costruito imitando la Santa Casa di Loreto, sorse sul posto nel 1650 (o 1658); devastato dalle inondazioni del 1757, venne quindi ricostruito, e consacrato nel 1768. |
|         |         | Chiesa di San Michele                                                                                         | Fondata X secolo, edificio odierno XV secolo           | Bressanone, piazza Parrocchia 46°42′58.83″N 11°39′27.62″E          | Parrocchiale. Un primo luogo di culto sorse sul posto in epoca ottoniana, prima dell'anno mille; nel 1038 è attestata una chiesa romanica, ricostruita nelle forme attuali nel 1460 (consacrazione 1503) conservando la parte inferiore del campanile; nel 1758 vi fu un consistente rimaneggiamento barocco. Attorno alla chiesa si trovava, sino al 1792, il cimitero cittadino. |
|         |         | Chiesa di San Nicolò                                                                                          | XV secolo                                              | Cleran 46°41′16.22″N 11°39′35.67″E                                 | Costruita nel 1450 al posto di una preesistente cappella romanica; il campanile è settecentesco, mentre portale e finestre sono stati rimaneggiati nell'Ottocento. |
|         |         | Chiesa di San Nicolò                                                                                          | Fondata XIII secolo, edificio odierno XVI secolo       | Tecelinga 46°41′42.32″N 11°37′32.75″E                              | Attestata nel 1337, ma certamente anteriore, probabilmente duecentesca; la navata venne ingrandita nel Cinquecento, aggiungendo l'abside e il campanile. |
|         |         | Chiesa di Nostra Signora nel Chiostro, o chiesa della Madonna, o della Vergine, o dell'Annunciazione di Maria | Fondata XIII secolo, edificio odierno XIV-XVIII secolo | Bressanone, piazza Duomo 46°42′56.43″N 11°39′26.96″E               | Inserita nel chiostro del duomo, la prima chiesa a due piani sorse qui all'inizio del XIII secolo e, come quella di San Giovanni, fungeva da cappella privata per il principe vescovo di Bressanone. A fine Trecento il soffitto piano venne sostituito con una volta a crociera e la chiesa venne ampliata, aggiungendo tra l'altro una navata laterale. La facciata e il campanile sono tardo-settecenteschi, contemporanei all'atrio del duomo. |
|         |         | Chiesa dei Santi Pietro e Paolo                                                                               | Fondata XI secolo, edificio odierno XVII secolo        | Elvas 46°43′56.5″N 11°39′59.04″E                                   | La prima chiesa sul sito sorse nell'XI secolo, ed è citata nel 1077; nel 1609 venne eretto l'attuale campanile, e nel 1696 l'edificio venne rimaneggiato, portandolo alle forme attuali. |
|         |         | Chiesa di San Sebastiano                                                                                      | Citata XIV secolo, edificio odierno XVI secolo         | Sarnes 46°41′19.1″N 11°38′50.64″E                                  | Parrocchiale. Una chiesa intitolata a san Nicola è attestata nel corso del Trecento, dotata dell'attuale campanile nel 1483; l'edificio odierno sorse a sostituire quello antico nel 1502, venendo consacrato nel 1510. |
|         |         | Chiesa di Santo Spirito                                                                                       | Citata XIV secolo, edificio odierno XVII secolo        | Bressanone, via Fienili 1 46°43′01.77″N 11°39′16.38″E              | Annessa all'ospizio Hartmann, edificio che ospitò l'ospedale cittadino dal 1350 sino al 1914. La chiesa, costruita assieme a tutta la struttura verso il 1330, venne riedificata nel 1695, campanile incluso, mantenendo della precedente struttura gotica solo i contrafforti. |
|         |         | Chiesa di Sant'Udalrico (o Ulrico), o dei Santi Udalrico e Valentino                                          | Citata XIV secolo, edificio odierno XV secolo          | Pinzago 46°42′22.89″N 11°38′22.98″E                                | Documentata per la prima volta nel 1365, similmente alla sua parrocchiale di San Vito venne ricostruita a fine Quattrocento e poi modificata in stile barocco nel Settecento. |
|         |         | Chiesa di San Vito                                                                                            | Citata XIV secolo, edificio odierno XV secolo          | Tiles 46°42′37.65″N 11°37′56.42″E                                  | Parrocchiale. Citata nel 1366, ma certamente più antica, questa prima chiesa venne demolita e ricostruita nel Quattrocento, per essere poi rimaneggiata in forme barocche verso la metà del Settecento; un restauro è avvenuto nel 1977-82. |

## Cappelle
| Esterno            | Interno | Nome                                                               | Periodo storico                                    | Ubicazione                                                      | Informazioni |
| ------------------ | ------- | ------------------------------------------------------------------ | -------------------------------------------------- | --------------------------------------------------------------- | --- |
|                    |         | Cappella di Sant'Antonio                                           | XX secolo                                          | Eroes di Dentro 46°40′15.91″N 11°43′57.85″E                     | Cappella del maso Schnatzer, eretta verso il 1920. |
|                    |         | Cappella dell'Assunzione                                           | XVIII secolo                                       | Località Pian di Sotto 46°43′23.04″N 11°38′29.08″E              | Cappella barocca edificata nel 1752 e affrescata verso il 1770, di pertinenza del maso Burger.                                                                             |
|                    |         | Cappella del Sacro Cuore, o chiesetta Fellin                       |                                                    | Plancios 46°40′34.06″N 11°42′49.73″E                            | |
|                    |         | Cappella dell'Immacolata                                           | Fondata XIII secolo, edificio odierno XVIII secolo | Bressanone 46°42′53.69″N 11°39′19.2″E                           | Cappella del Palazzo Vescovile, costruita assieme ad esso verso il 1260; la cappella venne rifatta verso il 1706, mantenendo della precedente soltanto i muri perimetrali. |
|                    |         | Cappella di Santa Maria Ausiliatrice, o della Madonna del Soccorso | Fondata XI secolo, edificio odierno XVII secolo    | Sant'Andrea in Monte, via Paese 38 46°41′52.61″N 11°40′32.43″E  | Posta nel cimitero della parrocchiale, venne costruita nel 1696 in sostituzione di un edificio preromanico del XI secolo.                                                  |
|                    |         | Cappella di Nostra Signora dei Sette Dolori                        | XVIII secolo                                       | Bressanone, via Castelliere 46°42′55.9″N 11°39′00.57″E          | Edificata nel 1722. |
|                    |         | "Cappella di Valcroce"                                             |                                                    | Sul monte Plose 46°41′01.03″N 11°42′37.53″E                     | |
|                    |         |                                                                    |                                                    | Caredo 46°42′13.51″N 11°37′15.35″E                              | Cappella del maso Egarter. |
|                    |         |                                                                    |                                                    | Località isolata sul Monte Ponente 46°42′31.99″N 11°36′56.31″E  | Cappella barocca del maso Perlunger; la facciata è stata realizzata nel 1922.                                                                                              |
|                    |         |                                                                    | XX secolo                                          | Località isolata a sudovest di Eores 46°39′43.68″N 11°40′51.8″E | Cappella del maso Sader, costruita intorno al 1920. |
|                    |         |                                                                    | XX secolo                                          | Caredo 46°42′26.05″N 11°36′44.3″E                               | Cappella del maso Wegscheider, edfificata nel 1933 in sostituzione di una più antica.                                                                                      |
|                    |         |                                                                    | XIX secolo                                         | Bressanone 46°43′01.22″N 11°39′10.79″E                          | Cappella cimiteriale, costruita nel 1880. |
|                    |         |                                                                    | XVIII secolo                                       | Sant'Andrea in Monte 46°41′53.71″N 11°40′32.65″E                | Cappella cimiteriale, costruita nel Settecento. |
| Cappelle scomparse |         |                                                                    |                                                    |                                                                 | |
|                    |         | Cappella di San Valentino                                          |                                                    | Località Monstrol 46°42′19.07″N 11°40′11.55″E                   | Cappella romanica con presbiterio gotico, devastata da un incendio nel 1809; sopravvive gran parte dei muri fino a 2,5 metri di altezza.                                   |